# Cecilia Malmström
Anna Cecilia Malmström (Stockholm, 15 mei 1968) is een Zweedse liberale politicus. Van februari 2010 tot november 2019 was zij Europees Commissaris namens Zweden. Eerder was Malmström minister van Europese Zaken in het kabinet van Fredrik Reinfeldt.

## Biografie
Malmström groeide op in Göteborg en Frankrijk. Ze volgde het middelbare onderwijs aan het Schillerska Gymnasium in Göteborg. Vervolgens studeerde Malmström politieke wetenschappen aan de Universiteit van Göteborg. Binnen haar vakgebied verwierf ze de titel doctor. Eind jaren tachtig werkte Malmström als vertaalster in achtereenvolgens Parijs, Frankfurt en Barcelona. Tussen 1991 en 1998 was ze werkzaam bij de gemeenteraad van Göteborg. De laatste vier jaar was Malmström vicevoorzitter van het comité dat verantwoordelijk is voor migratie.
In 1997 sloot Malmström zich aan bij de Folkpartiet liberalerna. Tussen 1998 en 1999 was ze werkzaam op de faculteit Politieke Wetenschappen van de Universiteit van Göteborg. In 1999 werd Malmström gekozen voor het Europees Parlement. Als parlementslid was ze vicevoorzitter van de delegatie verantwoordelijk voor toetredingsonderhandelingen met Hongarije (1999-2004), lid van de comite's Constitutionele Zaken (1999-2004) en Buitenlandse Zaken (1999-2006). Tussen 2004 en 2006 was Malmström vicevoorzitter van de delegatie verantwoordelijk voor toetredingsonderhandelingen met Kroatië. Malmström verliet het Europees Parlement in 2006 vanwege haar aanstelling als Minister van Europese Zaken in het kabinet van partijgenoot Fredrik Reinfeldt.
Naast haar ministerschap was Malmström tussen 2007 en 2010 tevens vicevoorzitter van de partij Folkpartiet liberalerna. In februari 2010 werd ze benoemd tot opvolgster van Margot Wallström als Europees Commissaris. In haar eerste termijn (2010-2014) was Malmström verantwoordelijk voor de portefeuille Binnenlandse Zaken. Als Eurocommissaris voor Binnenlandse Zaken was ze mede verantwoordelijk voor het Europees asiel- en migratiebeleid. Malmström werd in haar tweede termijn (2014-2019) benoemd tot Eurocommissaris voor Handel, een van de meest invloedrijke posten binnen de commissie.

## Privé
Ze is gehuwd en moeder van twee tweelingdochters.